# Bulbul à ailes vertes
Pycnonotus conradi
Espèce
Statut de conservation UICN

 LC  : Préoccupation mineure
Le Bulbul à ailes vertes (Hemixos flavala) est une espèce de passereaux de la famille des Pycnonotidae.

## Répartition et sous-espèces
Selon la classification de référence du Congrès ornithologique international (14.2, 2025) il se répartit en cinq sous-espèces :
- H. f. flavala Blyth, 1845 — Himalaya, Patkai et Yunnan ;
- H. f. hildebrandi Hume, 1874 — est de la Birmanie et ouest de la Thaïlande ;
- H. f. davisoni Hume, 1877 — Birmanie et sud-ouest de la Thaïlande ;
- H. f. bourdellei Delacour, 1926 — Yunnan, est de la Thaïlande et nord du Laos ;
- H. f. remotus (Deignan, 1957) — plateaux des Bolovens et du Lang Bian (en).